# Хартвиг фон Спанхайм
Хартвиг фон Спанхайм (на немски: Hartwig von Spanheim; † 17 юни 1102, Ватероде, Мансфелд) е архиепископ на Магдебург от 1079 до 1102 г.

## Биография
Той е един от тримата синове на граф Зигфрид I от род Спанхайми († 1065, България) и на Рихгард († 1072), дъщеря-наследничка на граф Енгелберт IV от рода на Зигхардингите. Брат е на Енгелберт I († 1096), маркграф на Марка Истрия, и на Херман († 1118), бургграф на Магдебург ((1080 – 1118).
Хартвиг първо е каноник в Майнц и духовник в Ерфурт. Гегенкрал Рудолф Швабски († 1080) го поставя като архиепископ. Той е заедно с братята си привърженик на папа Григорий VII и противник на крал Хайнрих IV. През юли 1085 г. Хайнрих IV пристига със свитата си в Магдебург. Хартиг напуска архиепископството си и отива в Дания. Хайнрих поставя на неговото място абат Хартвиг фон Херсфелд. Заедно с гегенкрал Херман Люксембургски Хартвиг пристига в Магдебург и изгонва геген-епископа. През 1087 г. той се сдобрява с Хайнрих IV. През август 1088 г. е споменат в документ, че е в компанията на императора.
По времето на Хартвиг фон Спанхайм в архиепископство Магдебург са изсечени първите монети, които имат неговото име (HARTVIGVS).
Архиепископ Хартвиг е погребан в катедралата на Магдебург.